# Nectonemertes minima
Nectonemertes minima är en djurart som tillhör fylumet slemmaskar, och som beskrevs av Brinkmann 1915. Nectonemertes minima ingår i släktet Nectonemertes och familjen Nectonemertidae. Inga underarter finns listade i Catalogue of Life.